# Шаповал, Владимир Николаевич
Владимир Николаевич Шаповал (укр. Володимир Миколайович Шаповал; 25 мая 1948, Киев) — украинский юрист и государственный деятель. Председатель Центральной избирательной комиссии (ЦИК) Украины с 2007 до 2013.

## Биография
Окончил юридический факультет Киевского государственного университета (1970; специализация — международное право), аспирантуру Института государства и права АН Украины (1974), доктор юридических наук (1992), профессор (1993).
- В 1970—1971 служил в Вооружённых силах СССР.
- В 1974—1976 — младший научный сотрудник Института государства и права АН УССР.
- В 1976—1985 — преподаватель, старший преподаватель, доцент Киевской высшей школы МВД СССР.
- В 1986—1996 — доцент, профессор, заведующий кафедрой Киевского государственного университета.
- В 1996—2005 — судья, заместитель председателя Конституционного суда Украины.
- В 2005—2007 — представитель президента Украины в Конституционном суде Украины.
- С 30 мая 2007 — заместитель члена Европейской комиссии «За демократию через право» (Венецианская Комиссия).
- 1 июня 2007 избран членом Центральной избирательной комиссии (ЦИК) Украины.
- 2007—2013 — председатель ЦИК Украины.

## Позиция по политическим вопросам
Во время рассмотрения в Конституционном суде в апреле — мае 2007 вопроса о соответствии Конституции указа президента Виктора Ющенко о роспуске Верховной рады представлял интересы президентской стороны. В интервью 16 мая 2007 поддержал точку зрения об ангажированности ряда судей противниками Ющенко: 

У меня сложилось впечатление, что часть судей, что называется, заангажирована. С самого начала по отношению к ним было использовано много соблазнов и стимулов. В нашем составе несколько иногородних судей почти два года ждали квартиры и жили в гостинице. А тут сразу… Отсюда возможна зависть, когда одному что-то дают, а другому — нет. Это разъединяет и разобщает. Судьи КС, по сути, и не работали вместе, поскольку за 10 месяцев не приняли ни одного решения. А работа над конкретными делами могла бы создать в суде коллектив. Но они занимались странными вещами и вели странные дискуссии. В общем, говоря словами булгаковского Воланда, «квартирный вопрос их испортил». И, наверное, не только этот вопрос.

Скептически оценивал политическую реформу, реализованную на Украине в начале 2005. По его мнению, 

в принципе усиление основ парламентаризма — усиление контроля парламента над Кабмином, создание юридических предохранителей от чрезмерной концентрации власти в любых руках — это необходимость. Но мы попробовали преодолеть пропасть в два прыжка. Поэтому наши ноги сейчас в воздухе, где мы пытаемся найти точку опоры. Мне кажется, идеальным вариантом было бы формирование так называемой консенсусной демократии, когда основные кадровые назначения и увольнения осуществляются в сотрудничестве президента и премьер-министра. Например, президент увольняет министров исключительно по представлению Кабмина, при этом ВР имеет право по специальной процедуре выразить недоверие всему составу Кабмина. Главное, юридически заставить треугольник президент — парламент — правительство тесно сотрудничать между собой.

## Награды и звания
- Орден князя Ярослава Мудрого II степени (1 декабря 2021 года) — за значительный личный вклад в социально-экономическое, научно-техническое, культурно-образовательное развитие Украины, весомые трудовые достижения, многолетний добросовестный труд[1]
- Орден князя Ярослава Мудрого III степени (27 июня 2013 года) — за значительный личный вклад в государственное строительство, социально-экономическое, научно-техническое, культурно-образовательное развитие Украины, весомые трудовые достижения и высокий профессионализм[2]
- Орден князя Ярослава Мудрого IV степени (24 июня 2011 года) — за значительный личный вклад в социально-экономическое, научно-техническое, культурно-образовательное развитие Украинского государства, весомые трудовые достижения, многолетний добросовестный труд и по случаю 15-й годовщины Конституции Украины[3]
- Орден князя Ярослава Мудрого V степени (21 мая 2008 года) — за выдающиеся личные заслуги в построении правового государства, отстаивании идеалов демократии и конституционных прав и свобод граждан, многолетний добросовестный труд и по случаю 60-летия со дня рождения[4]
- Орден «За заслуги» I степени (10 октября 2006 года) — за весомый личный вклад в утверждение конституционной юрисдикции на Украине, многолетний добросовестный труд, высокий профессионализм и по случаю 10-летия Конституционного Суда Украины[5]
- Орден «За заслуги» II степени (17 октября 2001 года) — за весомый личный вклад в становление конституционного судопроизводства, высокий профессионализм'[6]
- Почётный знак отличия Президента Украины (22 августа 1996 года) — за активную законодательную работу, участие в разработке, подготовке и принятии Конституции Украины[7]
- Заслуженный юрист Украины (22 мая 1998 года) — за весомый личный вклад в развитие юридической науки, укрепление законности, высокий профессионализм[8]